# Comuna Lehliu, Călărași
Lehliu este o comună în județul Călărași, Muntenia, România, formată din satele Lehliu (reședința) și Săpunari.

## Așezare
Comuna se află în nordul județului, la limita cu județul Ialomița, pe malurile văii Săpunarului. Este traversată de șoseaua națională DN3, care leagă Călărașiul de București. Din această șosea, în satul Lehliu se ramifică șoseaua județeană DJ305, care duce spre sud-vest la Nicolae Bălcescu și Gurbănești.

## Demografie
Componența etnică a comunei Lehliu
     Români (91,59%)
     Romi (1,35%)
     Alte etnii (0%)
     Necunoscută (7,06%)
Componența confesională a comunei Lehliu
     Ortodocși (91,46%)
     Alte religii (0,9%)
     Necunoscută (7,63%)
Conform recensământului efectuat în 2021, populația comunei Lehliu se ridică la 2.437 de locuitori, în scădere față de recensământul anterior din 2011, când fuseseră înregistrați 2.730 de locuitori. Majoritatea locuitorilor sunt români (91,59%), cu o minoritate de romi (1,35%), iar pentru 7,06% nu se cunoaște apartenența etnică. Din punct de vedere confesional, majoritatea locuitorilor sunt ortodocși (91,46%), iar pentru 7,63% nu se cunoaște apartenența confesională.

## Politică și administrație
Comuna Lehliu este administrată de un primar și un consiliu local compus din 11 consilieri. Primarul, Ionuț Stan[*], de la Partidul Național Liberal, este în funcție din 2016. Începând cu alegerile locale din 2024, consiliul local are următoarea componență pe partide politice:
|  | Partid                    | Consilieri | Componența Consiliului | Componența Consiliului | Componența Consiliului | Componența Consiliului | Componența Consiliului | Componența Consiliului | Componența Consiliului | Componența Consiliului |
|  | ------------------------- | ---------- | ---------------------- | ---------------------- | ---------------------- | ---------------------- | ---------------------- | ---------------------- | ---------------------- | ---------------------- |
|  | Partidul Național Liberal | 8          |                        |                        |                        |                        |                        |                        |                        |                        |
|  | Partidul Social Democrat  | 3          |                        |                        |                        |                        |                        |                        |                        |                        |

## Istorie
La sfârșitul secolului al XIX-lea, comuna făcea parte din plasa Câmpului a județului Ialomița și avea în compunere, ca și astăzi, satele Lehliu și Săpunari, cu o populație totală de 2100 de locuitori. În comună funcționau trei școli — una de fete, una de băieți și una mixtă — și două biserici. Anuarul Socec din 1925 o consemnează ca reședință a plășii Lehliu, având aceeași compoziție și o populație de 3760 de locuitori.
În 1950, a devenit reședința raionului Lehliu din regiunea Ialomița și apoi, după 1960 a devenit parte a raionului Lehliu (cu reședința la Răzvani) din regiunea București. În 1968, comuna a revenit la județul Ialomița, reînființat. În 1981, o reorganizare administrativă regională a dus la transferarea comunei la județul Călărași.

## Monumente istorice

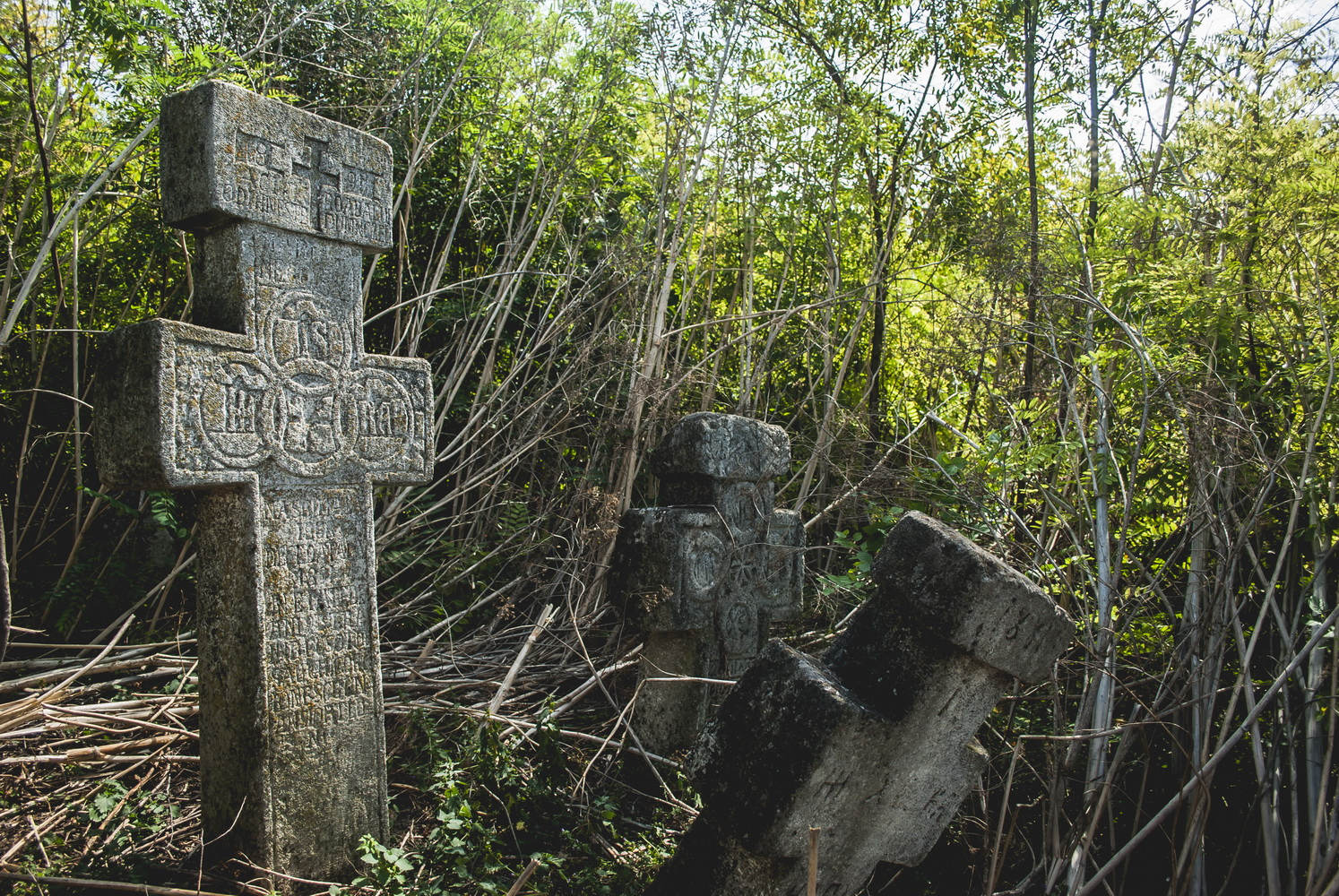
Cimitirul Afurisit din Lehliu

Trei obiective din comuna Lehliu sunt incluse în lista monumentelor istorice din județul Călărași ca monumente de interes local. Unul este un sit arheologic, amplasat în punctul „cimitirul afurisit”, în estul satului Lehliu, pe malul lacului. El cuprinde urmele unei așezări din secolele al XVIII-lea–al XX-lea. Tot în acel punct se află un alt astfel de obiectiv, clasificat ca monument memorial sau funerar, și constând dintr-un ansamblu de cruci de piatră datând din aceeași perioadă. Al treilea obiectiv este un alt ansamblu de cruci de piatră, aflate în curtea bisericii din estul satului Săpunari, pe malul stâng al văii Profira.